# Mescalero Apači
Mescalero Apači ali Mescalero (apm: Naa'dahéńdé) je pleme Apačev, ki govorijo južnoatabaške jezike in so staroselci Združenih držav Amerike. Pleme je zvezno priznano kot pleme Mescalero Apači z rezervata Mescalero Apache, ki se nahaja v južno-osrednjem delu Nove Mehike.
V 19. stoletju so Mescalero odprli svoj rezervat drugim plemenom Apačev, kot so Mimbreno (Chíhéńde, Apači iz Warm Springsa) in Chiricahua Apači (Shá’i’áńde ali Chidikáágu). Rezervatu so se pridružili tudi nekateri Lipan Apači (Tú’édįnéńde in Túntsańde). Njihovi potomci so vpisani v pleme Mescalero Apači.

## Rezervat
Prvotno ustanovljen 27. maja 1873, z izvršnim ukazom predsednika Ulysses S. Granta, je bil rezervat sprva lociran blizu Fort Stantona (Zhúuníidu). Sedanji rezervat je bil ustanovljen leta 1883. Ima površino 1.862,463 km2 (719,101 sq mi)2, skoraj v celoti v okrožju Otero, Nova Mehika. Rezervat s 463.000 akri leži na vzhodnem pobočju gorovja Sacramento (Nova Mehika) in meji na narodni gozd Lincoln. Majhen, neposeljen del je v okrožju Lincoln, Nova Mehika, jugozahodno od Ruidosa, Nova Mehika (Tsé tághe' si'â-yá). U.S. Route 70 v Novi Mehiki je glavna avtocesta skozi rezervat.
Glede na to, da so plemenske dežele Mescalero v narodnem gozdu Lincoln slikovite, velik del plemenskega gospodarstva temelji na gostinstvu in turizmu. K njihovemu rastočemu gospodarstvu prispevajo tudi trgovina in živinoreja. Z rastočim tehnološkim sektorjem bodo njihovi centri za inovacije in konzorciji univerz v več državah kmalu zagotovili robusten sektor raziskav in razvoja za njihovo gospodarstvo.
Oddelek za upravljanje virov in razvoj zemljišč Mescalero je leta 2022 praznoval 60 let uspeha ob 20. obletnici svojih dveh vrhunskih turističnih letovišč. Mescalero so zasnovali, razvili in so lastniki igralnice in golf letovišča Inn of the Mountain Gods (IMG) znotraj narodnega gozda Lincoln, ki leži ob jezeru Mescalero, ki ga napaja potok Carrizo (rezervat Mescalero, Nova Mehika).  Mescalero so zasnovali, razvili in so lastnik in upravljavec smučarskega središča Ski Apache v gorovju Sierra Blanca. To je najjužnejše veliko smučišče v Novi Mehiki. Lastništvo in upravljanje teh objektov s strani Mescalerov, vključno z vsemi alpskimi športi, vključno s konjeniškim centrom in žičnicami, zahteva učinkovito upravljanje virov. Odražajo podjetniško vizijo in odpornost plemena Mescalero. Ta letovišča so po mnenju turističnih vodnikov iz Nove Mehike, ZDA, Severne Amerike in sveta vrhunske turistične destinacije. Dedščina ameriških staroselcev v kombinaciji z edinstvenimi letovišči, ki ponujajo ročno izdelane kulturne dodatke in visokotehnološke operacije. Gore in vznožja so poraščena z borovci; razvoj virov in komercialni razvoj skrbno upravlja plemenski svet Mescalero Apači. Mescalero Apači so razvili kulturni center blizu plemenskega sedeža na ameriški cesti 70 v največji skupnosti rezervata Mescalero, Nova Mehika. Na ogled so plemenski artefakti in pomembne zgodovinske informacije. Pleme upravlja tudi drug, večji muzej na zahodnem boku gorovja Sacramento v kanjonu Dog, južno od Alamogordo, Nova Mehika(T'iis ntsaadz-í 'úú'á).
Načrtujejo se novi muzeji in razstave, ki bodo v celoti zajeli zmožnosti integracije vesoljskih inovacij Mescalero prek partnerstev z New Mexico Space Consortium, Spaceport America, NASA, drugimi komercialnimi vesoljskimi podjetji, Mednarodnim inštitutom za obrambo domovine in ameriškimi vojaškimi partnerji (Air Force-AFRL in Space Force) Mescalero Apache Space Innovation and Integration Centers.
Smučišče se nahaja ob masivnem vrhu Sierra Blanca (Nova Mehika) (Dziãgais'â-ní = "sveta gora"), gori, visoki 12.003 ft (3.659 m). Je najjužnejši alpski vrh v celinskih Združenih državah Amerike in je del gorovja Sacramento. Po sistemu ekoregij EPA III. stopnje, ki izhaja iz Omernika, je ta gora vključena v gorovje Arizona/Nova Mehika, ki je južno od južnega Skalnega gorovja severne Nove Mehike. Vrh Sierra Blanca, ki se nahaja v rezervatu, je sveto ozemlje za pleme Mescalero Apache. Dostop brez dovoljenja ni dovoljen.

## Plemenska vlada
Pleme Mescalero Apači vsaki dve leti voli predsednika. Osem članov plemenskega sveta je prav tako izvoljenih za dve leti. Močno žensko vodstvo je dobrodošlo in spodbujano v plemenskem svetu Mescalero Apači . Volitve za svet potekajo vsako leto, ko je polovica članov na voljo za ponovno izvolitev. Narod Apači, ki šteje več kot 64.000 ljudi, se med seboj usklajuje prek plemenskih srečanj. Pleme je štelo več kot 12.468 ljudi, od tega 8.652 po popisu prebivalstva Združenih držav Amerike.
Leta 1959 je pleme izvolilo Virginio Klinekole za svojo prvo predsednico. Kasneje je bila izvoljena v plemenski svet, kjer je služila do leta 1986. Plemstvo je večkrat ponovno izvolilo Wendella China za predsednika; skupno je služil 43 let, do svoje smrti 4. novembra 1998.
Kmalu po Chinovi smrti je bila za predsednico izvoljena pokojna Sara Misquez. Chinov sin, Mark Chino, je bil prav tako izvoljen in je služil kot predsednik.
Leta 2022 je bil Eddie Martinez prisegel kot novi predsednik plemena Mescalero Apači. Vodstvo letalske baze Holloman se je udeležilo slovesnosti plemenskega sveta za novoizvoljenega predsednika, uradnike in plemenski svet. Kelton Starr, upokojeni vojaški veteran in plemenski obrambni častnik, je vzdrževal koordinacijo z obrambnimi raziskovalnimi laboratoriji in ameriškimi vojaškimi bazami v Novi Mehiki. Novo vodstvo se je osredotočilo na nadgradnjo preteklih uspehov in pospeševanje projektov gospodarskega razvoja z novim poudarkom na domorodni inovativnosti in kampanji "Izdelano v domorodni Ameriki". Martinez je bil imenovan za predsednika Regionalne komisije za domorodce (ki zajema vseh 34 zveznih držav z zvezno priznanimi plemeni), da bi pospešil projekte gospodarske varnosti, razvoja in obrambe, ki koristijo plemenu Mescalero Apači ter vsem domorodnim Američanom in drugim avtohtonim ljudstvom.
Leta 2024 Thora Walsh Padilla služi kot predsednica plemena skupaj s podpredsednikom Duaneom Duffyjem.

## Kultura in jezik
Jezik Mescalero je južnoatabaški jezik, ki je poddružina atabaških jezikov. Mescalero je del jugozahodne veje te poddružine; zelo je soroden Chiricahua in bolj oddaljeno soroden Jeziku Zahodnih Apačev. Ti se štejejo za tri narečja apaškega jezika. Čeprav je Navajo soroden južnoatabaški jezik, se njegov jezik in kultura štejeta za ločena od apaških.
Mescalero Apache so bili predvsem nomadsko gorsko ljudstvo. Bili so inovativni bojevniki, prikriti, divji, natančni in taktični. Njihove sposobnosti so za vedno priznane kot vrhunske vojaške taktike. Sodobna obrambna industrijska baza uporablja to gverilsko vojno natančnost in "blagovno znamko" pri poimenovanju najvišjih vojaških letal, npr. helikopterja Apache, ki ga proizvaja Boeing, Sikorsky Blackhawk itd., po domorodcih.
Potovali so vzhodno po suhih ravnicah, da bi lovili bizone in južno v puščavo, da bi nabirali Mescal Agave. Španski kolonisti so jih povezovali s to rastlino in jih poimenovali Mescalero Apači. Mescalero Apači so skupaj z drugimi apaškimi skupinami, živeli od tradicionalnega lova in nabiranja. Kultura Mescalero Apači je varovala ekologijo in so lahko zelo učinkovito izkoriščali svoje vire.
Mescalero Apači so se za preživetje zanašali na lov in nabiranje. Moški so vodili lovske skupine za bizone, antilope in jelene. Ženske so spremljale moške in obdelovale meso in kože ter sodelovale tudi pri lovu na majhno divjad, kot so zajci. Ženske so nabirale meskalno agavo v skupinah po 4–10 ljudi, predvsem ženskih prijateljic in družinskih članov ter običajno več moških. Moški so prav tako aktivno sodelovali pri predelavi meskala.
Družinski rod je bil matrilinearen, vendar se je moška dediščina ohranila v spominu, še posebej, če je bil v njegovi liniji kakšen slaven bojevnik. Razširjene družine so sestavljali stari starši, neporočeni otroci in jedrne družine njihovih ponovno poročenih hčera. Mescalero so prav tako prakticirali matrilokalno bivanje. Ko se je ženska poročila, se je par preselil v nov tipi ali wickiup blizu doma njenih staršev.

## Izvor imena
Avtonim Mescalero ali ime, ki ga uporabljajo zase, je Shis-Inday ("Ljudje gorskih gozdov") ali Mashgaléńde / Mashgaléneí ("Ljudje blizu gora" ali "Ljudje Mescalero Apačev"). Pleme Navajo (v mescalero: ’Indaa’bixúńde / ’Indabixúńde, sodobno ime: Chusht’a ’íízhańde), drugo pleme, ki govori atabaško, imenuje Mescalero Naashgalí Dineʼé. Kot druga apaška ljudstva se pogosto preprosto identificirajo kot Ndé / Nndéí / Ndéne / Ndéńde ("Ljudje", "Apači"). Sosednje apaške skupine so Mescalero imenovali Nadahéndé ("Ljudje meskala"), ker je bila meskalna agava (Agave parryi) (apaško: naa’da / ’inaa’da / na’da) zanje osnovni vir hrane. V času stiske in lakote so bili odvisni od shranjenega meskala za preživetje. Sprejeli so in se danes identificirajo tudi kot Naa'dahéńdé / Naa’dańde ("Ljudje meskala"). Od leta 1550 so jih španski kolonisti imenovali Mescalero.
Evropski kolonisti in naseljenci so skupine Mescalero Apačev pogosto imenovali z različnimi imeni, nekatera so bila povezana z njihovim geografskim ozemljem. V dokumentih so bili zabeleženi pod številnimi imeni: Apaches de Cuartelejo, Apaches del Río Grande, Apachi, Faraones, Mezcaleros, Natage (natančneje, ena od podskupin Lipan Apačev, skupaj z Nahizan), Natahene, Querechos, Teyas, Tularosa Apaches in Vaqueros. Razlikovali so jih tudi kot Sierra Blanca Apaches, Sacramento Mountains Apaches, Guadalupe Mountains Apaches, Limpia Mountains Apaches, glede na njihove domovine na severnem ali južnem ozemlju Mescalero.

## Ozemlje
Prvotno so se različne skupine in lokalne skupine Mescalero razprostirale na območju med Rio Grande (Tú 'ichii-dí – "voda, ki je barve rdeče oker") na zahodu in vzhodnim ter južnim robom Llano Estacado ter južnim Texas Panhandle v Teksasu na vzhodu; od današnjega Santa Fe, Nova Mehika (Yuutu') na severozahodu in Texas Panhandle na severovzhodu, vse do Big Benda v Teksasu in kasnejših mehiških provinc Chihuahua in Coahuila na jugu. Raznolika pokrajina tega območja ima visoke gore do 3.657 metrov, pa tudi namakane in zaščitene doline, obdane s suhimi polpuščavami in puščavami, globokimi kanjoni in odprtimi ravnicami. Rezervat Mescalero Apache se nahaja na geografskih koordinatah 33°10′42″N 105°36′44″W / 33.17833°N 105.61222°W.
Identiteta Mescalerov je polna legend iz preteklosti. Na primer, štiri gore predstavljajo smer vsakdanjega življenja za ljudstvo Mescalero Apache: to so (1) vrh Sierra Blanca (Beli vrh), (2) El Capitan (Teksas) znotraj gorovja Guadalupe, (3) gora Tri sestre (Las Tres Hermanas) in (4) vrh gore Oscura (včasih je namesto vrha gore Oscura kot četrta sveta gora naveden vrh Salinas znotraj gorovja San Andres). Poleg tega so njihovi predniki govorili o stvarniku, ki jim je dal življenje na Beli gori. Tam je Asdzą́ą́ Nádleehé (Bela poslikana ženska) rodila dva sinova, Otroka vode in Ubijalca sovražnikov.
Ker je imela vsaka skupina Mescalerov pravico do uporabe virov jelenov in rastlin sosednjih skupin, so se različne skupine počutile domače na katerem koli območju svojega širokega plemenskega ozemlja. Skupine Mescalerov ali Mashgalé-õde so se pogosto široko gibale zaradi lova, nabiranja, vojskovanja in ropanja. Svoj dom so imenovali Indeislun Nakah ("ljudje, ki tvorijo skupino, ko so tam," "kraj, kjer se ljudje zbirajo") ali danes Mashgalé-ne bikéyaa ("Dežela Mescalero Apache"; "Domovina Mescalero Apache").
Ko so številne skupine Mescalerov med letoma 1700 in 1750 sovražni Komanči ('Indaa tse'-éõde ali Indassene; sodobno ime: Gumáõchí-í) iz južnih ravnic v severnem in osrednjem Teksasu izpodrinili, so se zatekli v gore Nove Mehike, zahodnega Teksasa ter Coahuile in Chihuahue v Mehiki. Nekatere južne skupine Mescalerov so skupaj z Lipani živele v Bolsón de Mapimí, gibale so se med reko Nazas, reko Conchos in Rio Grande na severu.

## Skupine
Mescalero so bili razdeljeni na več regionalnih skupin, ki so jih španski/mehiški ('indantûhé-õde) in kasneje ameriški ('indaa łiga-ńne bindáa-í datł'ij-í – "beli [sovražni] ljudje z modrimi očmi" ali 'indáá-ńne – "beli ljudje"; "[beli] sovražniki"; sodobno ime: nndé bindáa datł'ijé-ńne – "beli ljudje"; dobesedno "modrooki ljudje") poznali pod različnimi imeni (večina je bila transliteracij ali prevodov imena skupine Apačev).
- Naa’dańde / Naa’dahéńdé ("Ljudje meskala", "Meskal ljudje") ali Natagés (španski prevod in transliteracija, izgovorjeno Na-ta-hay); dejansko lipanska skupina, živeli so med Rio Grande in reko Pecos (znano tudi kot Rio Salado ali Rio del Natagee) v osrednji Novi Mehiki z več lokalnimi skupinami, ki so potovale po južnem in zahodnem robu Llano Estacado na južni Texas Panhandle, prvotna skupina Apačev, ki je postala Mescalero in Salinero Apači ("Ljudje, ki proizvajajo sol").)

- Gułgahéńde / Gułgańde ("Ljudje ravnic", "Ljudje odprtih prostorov") ali Cuelcajenne, kasneje Llañeros ("Ljudje ravnic"; v resnici skupina Jicarilla Apači, živeli so vzhodno od gora in reke Pecos, na Visokih ravnicah od teksaškega Panhandlea do doline Pecos, med Amarillom (Bighą́ą́’ gułga-yá / Bighą́ą́’ gułtsúú-yá), Tucumcarijem, Lubbockom in Llano Estacadom, vzdolž gora Sandia in Tijeras zahodno do Santa Feja, od kanjona Nogal na severu do Las Vegasa, od gora Organ (Tsé daadeezhá-yá; Tsé deezhá-yá – "Kraj, kjer so skale nazobčane") vzhodno do El Pasa (Tsé táhúú'á-yá) v Teksasu (Ch'a nteeã-õde bikéé'yaa'). V Oklahomi (Indijansko ozemlje) so razvili sorodstvene vezi z zakonskimi zvezami s Komanči.

- Dził-í naańde / Dził-í naahńde ("Ljudje gorskega grebena", "Ljudje ob gorskem pobočju", "Ljudje, ki živijo na robu gora") ali Chilpaines (živeli so v gorah zahodno in južno od reke Pecos, razširjeni v severni Chihuahui in Coahuili današnje Mehike).

- Ch’ilaańde / Jilaa’éńde ("Ljudje antilop", "Ljudje antilop") (živeli so zahodno od reke Pecos zahodno do Rio Grande v gorah osrednjega in južnega Novega Mehike ter v bazenu Tularosa (Tséts’ųųsí yaneeł’ą́’-ee tú nk’ų́jí siką́-yá).

- Nii’t’ahéńde / Niit’ahéńde ("Ljudje ob strani dežele", "Ljudje ob robu zemlje", "Ljudje na robu zemlje", "Ljudje, ki živijo ob gorah", "Ljudje zemeljskih razpok (jeleni)") ali Sierra Blanca (Bele gore) Mescaleros, včasih Sacramento Mountains Mescaleros (tako poimenovani, ker so njihove dominantne lokalne skupine v 19. stoletju živele v gorah Sacramento in v Sierri Blanca (Bele gore) (Dził Gais ’ą́ní) v Novem Mehiki z drugimi lokalnimi skupinami, ki so živele vzhodno v gorah Guadalupe v zahodnem Teksasu).

- Tséichíńde ("Ljudje s kljukastim nosom", "Ljudje rdeče skale", "Ljudje gora Guadalupe") ali Guadalupe Mountains Mescaleros (več skupin, ki so živele v Tséichí ("rdeča skala", tj. gore Guadalupe), sosednjih ravnicah Teksasa ter v severni Coahuili in Chihuahui v Mehiki).

- Tsébikįnéńde ("Ljudje kamnitih hiš", "Ljudje kamnitih hiš"), Aguas Nuevas Apaches ali Norteños ("Severnjaki"), kasneje Limpia Mescaleros (so bili nastanjeni okoli Nuevo Casas Grandes v Chihuahui, migrirali so severno proti goram Sacramento in južno do Agua Nueva 60 mi (97 km) severno od mesta Chihuahua (Ją́’é łą́yá- "kraj, kjer je veliko oslov"), tudi na obeh straneh Rio Grande med El Pasom in Ojinago, Chihuahua; nekatere lokalne skupine so živele v gorah Guadalupe in Limpia).

- Tahuundé / Tá'huú'ndé ("Gore, ki segajo v reko") (živeli so na obeh straneh reke Pecos v južnem Novem Mehiki in v jugozahodnem Teksasu).

- Chisos Apaches / Chishéńde / Chishhéńde ("Gozdni ljudje"),[22] Chinati Apaches ("Ljudje na gorskem prelazu") ali Rio Grande Apaches (ena močna skupina z več lokalnimi skupinami, ki živijo v puščavi Chihuahuan in suhih gorah, ki se razprostirajo na obeh straneh Rio Grande od Trans-Pecosa južno do Sierre Madre Oriental v severni Mehiki, z utrdbami v gorskih verigah Davis Mountains (nekdanje Limpia Mountains), Chisos Mountains in Chinati Mountains (iz imena Apačev ch'íná'itíh – "vrata" ali "gorski prelaz") v Zahodnem Teksasu in v sosednjih Sierra del Burro (Serranias del Burro), Sierra (Maderas) del Carmen v Coahuili in Sierra Alamos v Chihuahui severno od Bolsón de Mapimí, današnji Narodni park Big Bend v Teksasu in Zaščiteno območje Cañón de Santa Elena in Maderas del Carmen.)

- Túntsańde / Tú ntsaa-ńde ("Ljudje velike vode") (nekoč skupina Tú sis Ndé iz Lipan Apači, ki je živela v južnem osrednjem Teksasu in v severni Coahuili, taborila skupaj z več skupinami Mescalerov na ravnicah za lov in ropanje; združili so se z Mescaleri in oblikovali skupino Mescalerov)

- Tú’édįnéńde ("Ljudje brez vode", "Žilavi ljudje puščave") (nekoč skupina Tú é diné Ndé iz Lipan Apache, ki je imela ozemlje v severni Coahuili in Chihuahui; sčasoma so se združili z nekaterimi južnimi skupinami Mescalerov)

Naa’dahéńde so imeli v 18. stoletju precejšen vpliv na odločanje nekaterih skupin zahodnih Lipanov, zlasti na Tindi Ndé, Tcha shka-ózhäye, Tú’édįnéńde in Tú sis Ndé. Za boj proti skupnemu sovražniku, Komančem, in za zaščito severovzhodne in vzhodne meje Apacherije pred Comancherijo, so se Mescaleri (Naa’dahéńde in Gułgahéńde) na ravnicah združili s svojimi sorodniki Lipani (Cuelcahen Ndé, Te'l kóndahä, Ndáwe qóhä in Shá’i’áńde) vzhodno in južno od njih.
Avgusta 1912 so bili z zakonom ameriškega kongresa preživeli člani plemena Chiricahua Apači izpuščeni iz statusa vojnih ujetnikov. Dobili so možnost, da ostanejo v Fort Sillu, Oklahoma, kjer so bili zaprti od leta 1894, ali da se preselijo v rezervat Mescalero Apache. Sto triinosemdeset se jih je odločilo za Novo Mehiko, medtem ko jih je oseminsedemdeset ostalo v Oklahomi. Njihovi potomci še vedno prebivajo na obeh mestih.

## Pomembni Mescaleri

### Zgodovinski poglavarji in vodje
Severni Mescaleri
- Barranquito (znan tudi kot Palanquito): najvplivnejši poglavar skupine Nii’t’ahéńde (Sierra Blanca Mescalero), ki se je razprostirala med Sierra Blanca (Nova Mehika) vzhodno proti reki Pecos, verjetno najpomembnejši poglavar Mescalerov v zgodnjih 1800-ih, ko je umrl leta 1857, so ga nasledili njegovi trije sinovi in/ali nečaki Santana, Cadete in Roman.

- Santana (znan tudi kot Santa Ana, ok. 1810 / 1815 – †1876): sin in naslednik Barranquita, od okoli 1830 je bil lokalni vodja skupine z veliko avtoriteto skupine Sierra Blanca Mescalero, od smrti Barranquita se zdi, da je imel Santana največji vpliv znotraj severnih skupin Mescalerov, vendar se je izogibal pozornosti in ga belci skoraj niso poznali, v poznejših letih je postal najzvestejši prijatelj belcev, do svoje smrti zaradi pljučnice ali črnih koz.

- Cadete (znan tudi kot Cadette – "Prostovoljec", v apaščini: Gian-na-tah – "Vedno pripravljen",[24] znan tudi kot Zhee-es-not-son, Zhee Ah Nat Tsa): sin in naslednik Barranquita, po Santani je bil najvidnejši in najmočnejši poglavar skupine Sierra Blanca Mescalero, bil je bolj diplomatski kot Santana in je bil tiskovni predstavnik severnih skupin Mescalerov. Po izbruhu iz Bosque Redondo 3. novembra 1863 je s svojo skupino pobegnil proti Staked Plains, trgoval je z ukradeno živino in konji iz Mehike neposredno ali preko Comancherov (trgovcev) Komančem. Umorjen je bil leta 1872 med mirovno misijo, ko se je vračal iz Tularose.

- Roman Grande: sin in naslednik Barranquita, ki je služil kot poglavar lokalne skupine Sierra Blanca Mescalero. Manj pomemben kot Santana in Cadete, sledil je vodstvu svojega brata Santane; umrl je med epidemijo leta 1885.

- Josecito (znan tudi kot José Cito): po Barranquitu in Santani, najpomembnejši vodja nekaterih lokalnih skupin Sierra Blanca Mescalero. Aprila 1852 je podpisal pogodbo s Calhounom, ki je zastopal ZDA, skupaj z manjšim vodjo druge skupine Sierra Blanca Mescalero in Chaconom, vodjo Jicarilla Apačev.

- San Juan: poglavar skupine Nii’t’ahéńde (Sacramento Mountains Mescaleros), njegova skupina se je gibala vzdolž Rio Bonito (Nova Mehika), Rio Hondo (Južna Nova Mehika) in v Capitan Mountains z gorovjem Sacramento – območje, kjer je bil zgrajen Fort Stanton – je imel zavezništva z vzhodnimi skupinami Mescalero, skupinami Lipan Apačev in nekaterimi skupinami Komančev; ko sta Santana in Cadete odšla, sta poglavar San Juan in Nautzili prevzela vodstvo Mescalero na rezervatu, vendar je, za razliko od Nautzilija, San Juan zapustil rezervat spomladi 1880, po izbruhu Caballera, med "Victoriovo vojno"; njegov sin Peso je postal zadnji poglavar Mescalero.

- Caballero (Ca-bal-le-so, sčasoma identificiran z Kutbhalla ali Kutu-hala): vojni poglavar in kasneje glavni poglavar lokalnih skupin Nii’t’ahéńde (Sacramento Mountains Mescaleros) v Sacramento Mountains (Nova Mehika) v desetletjih 1860-ih in 1870-ih, verjetno poročen s hčerko poglavarja Chihenne Mangas Coloradas, tesen zaveznik in dolgoletni prijatelj velikega poglavarja Mimbreñov Victoria (in verjetno njegov svak kot zet Mangas Coloradasa); marca 1880 je zapustil Tularoso in se pridružil Victoriu, boril se je z njim v njihovih zadnjih bitkah, vendar je bil po nekaterih poročilih ubit v sporu med poglavarji pred pokolom v Tres Castillosu 14. oktobra 1880.

- Peso: pribl. *1849 – †1929, rojen v Guadalupe Mountains blizu današnjega Carlsbada, Nova Mehika kot sin poglavarja San Juana in njegove žene Nagoo-nah-go, njegova skupina Nii’t’ahéńde ali morda Tséichíńde (Guadalupe Mountains Mescaleros) se je pridružila Nautzilijevi skupini Guhlkahéndé na južnih ravnicah, občasno se je pridružil tudi skupini Tu'sis Nde Lipan Apaches iz jugovzhodnega Teksasa in severovzhodne Mehike pod poglavarjem Magooshem, bil je strokovnjak za sledenje in je služil kot izvidnik Apache v kampanjah proti Geronimu, v poznih 1800-ih so bili on, skupaj z bratom Sin Miedo (Sans Peur, Brez strahu) in Magoosh trije glavni vodje na rezervatu – Magoosh za Lipane pri Elk Springs, Sin Miedo pri Tule Canyonu in Peso, ki je zastopal Rinconado in Three Rivers.

- Sin Miedo ("Brez strahu" = "Sans Peur"): brat poglavarja Pesa in sin poglavarja San Juana, njegova skupina Nii’t’ahéńde ali morda Tséichíńde (Guadalupe Mountains Mescaleros) je bila tesna zaveznica vzhodne skupine Mescalero z imenom Gułgahéńde na južnih ravnicah in skupine Túsis Nde Lipan Apaches iz jugovzhodnega Teksasa in severovzhodne Mehike; skupaj z bratoma Pesom, Crook Neckom in voditelji, kot sta Shanta Boy in Big Mouth, je služil kot izvidnik Apache v kampanji proti Geronimu, vojnemu vodji in šamanu skupine Bedonkohe Ndendhe Apaches; on, skupaj z bratom Pesom in Magooshem, so bili trije glavni vodje na rezervatu – Magoosh za Lipane pri Elk Springs, Peso, ki je zastopal Rinconado in Three Rivers, in Sin Miedo pri Tule Canyonu.

- Muchacho Negro ("Črni fant", rojen pribl. 1860, umrl 1930): pomemben vodja lokalne skupine in vojni poglavar, se je pridružil poglavarju Chihenne Victoriu ter je sodeloval v Victorijevi vojni, so ga premestili v Fort Union (kjer naj bi bil zaprt), vendar je pobegnil v začetku avgusta 1882. Muchacho Negro je veljal za odpadnika, ki se je vrnil k svojemu ljudstvu in še naprej povzročal težave. Ujet je bil junija 1883 in zaprt v Fort Sillu, Indijansko ozemlje.[25]

- Gorgonio: vrač, pomočnik starega Barranquita in kasneje Santane.

Južni Mescalero
- Carnoviste: poglavar Tsehitcihéndé (Mescalero iz gorovja Guadalupe) ali morda Tsebekinéndé (Apači Aguas Nuevas ali Mescalero Limpia), njegova skupina je živela v deželi Big Bend, se je gibala na obeh straneh Rio Grande od gorovja Guadalupe proti vzhodu gorovja Limpia, znanega tudi kot gorovje Davis, do roba južnih ravnic, poročali so, da je pogosto izvajal "ropanja" na cesti San Antonio in ugrabil Hermanna – kmalu posvojenega v pleme – in Willieja Lehmanna blizu Fort Masona maja 1870; leta 1874 je spodbudil posvet poglavarjev Mescalero, Mimbreño in Lipan Apačev in Victorio je uspel prepričati svet poglavarjev, da pošlje mirovne poslance Komančem in Kiowam; ubil ga je vrač njegove skupine spomladi 1876.

- Gómez (znan tudi kot poglavar Gómez ali Juan Gómez ali po apaško Negoyani, "Starec modrosti"): poglavar iz 1840-ih–1860-ih, ki je vodil veliko skupino Tsebekinéndé (Apači Aguas Nuevas ali Mescalero Limpia) s petimi lokalnimi skupinami in približno 400 bojevniki. Njegova skupina je živela v deželi Big Bend in Trans-Pecos na obeh straneh Rio Grande; njegova trdnjava je bila v gorovju Limpia, kasneje poimenovanem gorovje Davis. Ko je guverner Chihuahue Ángel Trías Álvarez ponudil 1000 mehiških pesov za njegovo skalp, je Gómez ponudil enako vsoto za vsak mehiški ali ameriški skalp. Prizadevanje tolpe Glanton, da ujame Gómeza v imenu guvernerja Tríasa, je dramatiziral Cormac McCarthy v svojem romanu Blood Meridian iz leta 1985. Gómezovi vojni poglavarji (špansko segundos) so bili Cigarito, Chinonero ali Chino Huero, Simón Porode in Simón Manuel.[26]

- - Cigarito: vodja lokalne skupine v Limpi, znani tudi kot gorovje Davis in v nižinah Trans-Pecosa; segundo in vojni poglavar južnega Mescalero poglavarja Gómeza, 1840-ih–1860-ih

- - Chinonero: vodja lokalne skupine v Limpi, znani tudi kot gorovje Davis in v nižinah Trans-Pecosa; segundo in vojni poglavar južnega Mescalero poglavarja Gómeza, 1840-ih–1860-ih

- - Simón Porode: vodja lokalne skupine v Zahodnem Teksasu; segundo in vojni poglavar južnega Mescalero poglavarja Gómeza. Leta 1850 sta on in Simón Manuel stopila v stik z garnizijo v San Elizariu, da bi sklenila mir, vendar ju je verjetno preglasila Gómez, 1840–1860.

- - Simón Manuel: vodja lokalne skupine v Zahodnem Teksasu; segundo in vojni poglavar južnega Mescalero poglavarja Gómeza. Leta 1850 sta on in Simón Porode stopila v stik z garnizijo v San Elizariu, da bi sklenila mir, vendar ju je verjetno preglasila Gómez, 1840–1860)

- Marco (znan tudi kot Marcus): poglavar približno 600 Tsehitcihéndé (Mescalero iz gorovja Guadalupe) ali morda Niit'a-héõde, vključno z okoli 200 bojevniki. Živeli so v deželi Big Bend, se gibali na obeh straneh Rio Grande od gorovja Guadalupe (Tsé'íchîî') proti vzhodu od gorovja Limpia, znanega tudi kot gorovje Davis, do roba južnih ravnic. Poročali so, da je vodil pogoste napade in napade skupin na cesti San Antonio in v naselju blizu El Pasa. Želel se je pridružiti skupini Sierra Blanca Mescalero, vendar je bila njihova prošnja zavrnjena, ker so jih imeli za teksaško skupino Mescalero; aktiven v 1840–1860.

- Espejo ("ogledalo"): poglavar velike skupine Tsebekinéndé (Apači Aguas Nuevas ali Mescalero Limpia) z več lokalnimi skupinami pod njegovimi segundos (ali vojnimi poglavarji) Nicolásom in Antoniom. Gibali so se med kanjonom Limpia, Horsehead Crossing na Pecosu in vzhodno od Limpie, znane tudi kot gorovje Davis, na okoliške puščavske nižine Trans-Pecosa v zahodnem Teksasu]], od 1840-ih do poznih 1860-ih.

- - Nicolás: vodja lokalne skupine Tsebekinéndé v Limpiji, znani tudi kot gorovje Davis in vzhodno do roba južnih ravnic, segundo in vojni poglavar južnega Mescalero poglavarja Espeja, 1840–1860.

- - Antonio: vodja lokalne skupine Tsebekinéndé v Limpiji, znani tudi kot gorovje Davis in vzhodno do roba južnih ravnic, segundo in vojni poglavar južnega Mescalero poglavarja Espeja, 1840–1860.

- Mateo: vodja lokalne skupine Tsebekinéndé (pogosto imenovane s strani Špancev in Američanov Aguas Nuevas ali Norteños), je ostal skupaj z Verancio v bližini kanjona Dog v gorovju Sacramento (Nova Mehika)in domnevno sledil starim načinom lova in napadov, saj so jih imeli za "problematične.", 1840–1860.[27]

- Verancia: domnevno sin Gomeza, vodja lokalne skupine Tsebekinéndé, je ostal skupaj z Mateom v bližini kanjona Dog v gorovju Sacramento (Nova Mehika) in domnevno sledil starim načinom lova in napadov, saj so jih imeli za "problematične.", 1840–1860.

- Alsate (znan tudi kot Arzate, Arzatti, znan tudi kot Pedro Muzquiz, pribl. *1820 – †1881/1882): zadnji poglavar Apačev Chisos (tudi Chinati ali Apači Rio Grande), ta skupina se je gibala v gorovju Limpia (ali gorovju Davis), gorovju Chisos in gorovju Chinati[28] na območju Big Bend (Teksas), Sierra del Carmen v Coahuili in Sierra Alamos v Chihuahui severno od Bolsón de Mapimí,[29] rojen mescalero ženski in po krvi član vplivne družine Muzquiz, ujet s svojo skupino leta 1878 v San Carlos de Chihuahua in deportiran v Ciudad de México, da bi bil zaprt v "la Acordada", mu je uspelo pobegniti s svojim ljudstvom decembra 1879 in se vrnil v Big Bend; je bil ponovno ujet v San Carlos de Chihuahua leta 1880 in usmrčen skupaj s svojimi "segundos" (ali vojnimi poglavarji) Coloradom in Zorillom v Ojinagi, nasproti Presidio del Norte v Teksasu, njegovi ljudje pa so bili prodani v suženjstvo v Mehiki, okoli 1860 – 1882.[30]

- - Colorado ("Rdeči", verjetno "Avispa Colorada" "Rdeča osa"): vodja lokalne skupine Chisos ali morda Lipanov, Apačev v obmejni regiji Coahuila, Chihuahua in Zahodni Teksas, segundo in vojni poglavar Chisos Mescalero poglavarja Alsateja, je bil ujet in usmrčen skupaj z Alsatejem in Zorillom v Ojinagi, nasproti Presidio del Norte, Teksas, pozna 1860. leta – 1882.

- - Zorillo (verjetno "Zorrillo" "Mala lisica"): vodja lokalne skupine Chisos Apačev v obmejni regiji Coahuila, Chihuahua in Zahodni Teksas, segundo in vojni poglavar Chisos Mescalero poglavarja Alsateja, je bil ujet in usmrčen skupaj z Alsatejem in Coloradom v Ojinagi, nasproti Presidio del Norte, Teksas, pozna 1860. leta – 1882.

Vzhodni Mescalero / Ravninski Mescalero
- Nautzili (znan tudi kot Natzili, Nautzile, Nodzilla, Nalt'zilli ali Nut Cilli – "bivol"): poglavar skupine Guhlkahéndé (Llañeros) in južnih odcepljenih skupin Lipanov, ki so živele v severni Mehiki, se je leta 1876 preselil v rezervat. Leta 1879 je prevzel vodstvo večine skupin Mescalero rezervata (vključno z Lipani) in prepričal mnoge bojevnike, naj se ne pridružijo poglavarju Tchihende Victoriu v Victoriovi vojni.